# Anthipes monileger
El papamoscas gargantilla (Anthipes monileger) es una especie de ave paseriforme de la familia Muscicapidae propia del Himalaya oriental y las montañas del sudeste asiático. Anteriormente se clasificaba en el género Ficedula.

## Distribución y hábitat
Se encuentra en las montañas del sudeste asiático y el Himalaya oriental, distribuido por Bangladés, Bután, noreste de la India,  Birmania, Nepal, el sur de China, y el norte de Tailandia, Laos y Vietnam. Su  hábitat natural son los bosques húmedos tropicales y subtropicales.